# Giairo Ermeti
Giairo Ermeti (Rottofreno, 7 april 1981) is een Italiaans wielrenner en baanwielrenner. Ermeti komt vanaf 2011 uit voor de wielerploeg Androni Giocattoli.

## Belangrijkste resultaten

### Weg
2002
- GP Ezio del Rosso

2003
- 3e etappe Giro della Regione Friuli Venezia Giulia

2004
- Italiaans kampioen, elite zonder contract
- 1e etappe Ronde van Lleida
- Kleine Ronde van Lombardije

2006
- Ronde van het Maggioremeer

2009
- 1e etappe deel  Internationale Wielerweek, ploegentijdrit (met Alessandro Petacchi, Lorenzo Bernucci, Daniele Pietropolli, Gabriele Bosisio, Danilo Di Luca, Alessandro Spezialetti en Marco Cattaneo)

### Baan
2007
- Italiaans kampioen ploegenachtervolging (met Alessandro De Marchi, Claudio Cucinotta en Matteo Montaguti)
- Italiaans kampioen achtervolging
- Italiaans kampioen scratch

2011
- Italiaans kampioen ploegenachtervolging (met Omar Bertazzo, Alessandro De Marchi en Filippo Fortin)

## Resultaten in voornaamste wedstrijden
| Jaar | Ronde van Italië | Ronde van Frankrijk | Ronde van Spanje |
| ---- | ---------------- | ------------------- | ---------------- |
| 2006 |                  |                     |                  |
| 2007 |                  |                     |                  |
| 2008 | 83e              |                     |                  |
| 2009 | 138e             |                     |                  |
| 2010 |                  |                     |                  |
| 2011 | 144e             |                     |                  |
| 2012 |                  |                     |                  |
| 2013 | 151e             |                     |                  |

| Jaar | Milaan-San Remo | Ronde van Lombardije |
| ---- | --------------- | -------------------- |
| 2006 | 144e            |                      |
| 2007 |                 | 27e                  |
| 2008 | 121e            |                      |
| 2009 | opgave          |                      |
| 2010 |                 |                      |
| 2011 | opgave          | opgave               |